# Musikåret 1867

## Händelser
- 11 mars – Giuseppe Verdis opera Don Carlos har urpremiär i Paris[1].
- 27 april – Urpremiär för Gounods opera Romeo och Julia i Paris[2].
- 12 oktober – Johan Svendsens första symfoni uruppförs i Oslo.

## Födda
- 27 februari – Wilhelm Peterson-Berger (död 1942), svensk kompositör och musikskriftställare.
- 21 maj – Charlotte Lachs (död 1920), svensk sopran, konsertsångare.
- 29 juli – Enrique Granados (död 1916), spansk tonsättare.
- 27 augusti – Umberto Giordano (död 1948), italiensk tonsättare.
- 27 november – Charles Koechlin (död 1950), fransk tonsättare.
- 20 december – Fini Henriques (död 1940), dansk kompositör.

## Avlidna
- 5 oktober – Thomas Täglichsbeck, 67, tysk dirigent, kompositör och violinist.
- 9 oktober – Ignacy Feliks Dobrzyński, 60, polsk kompositör och pianist.
- 6 december – Giovanni Pacini, 71, italiensk operatonsättare.

### Fotnoter
1. ↑  ”San Diego Opera”. Arkiverad från originalet den 4 juni 2011. https://web.archive.org/web/20110604034523/http://sdopera.com/Operapaedia/DonCarlo. Läst 24 mars 2011.
2. ↑  ”San Diego Opera”. Arkiverad från originalet den 4 juni 2011. https://web.archive.org/web/20110604034417/http://sdopera.com/Operapaedia/RomeoandJuliet. Läst 23 mars 2011.